# Sucho-Danietz

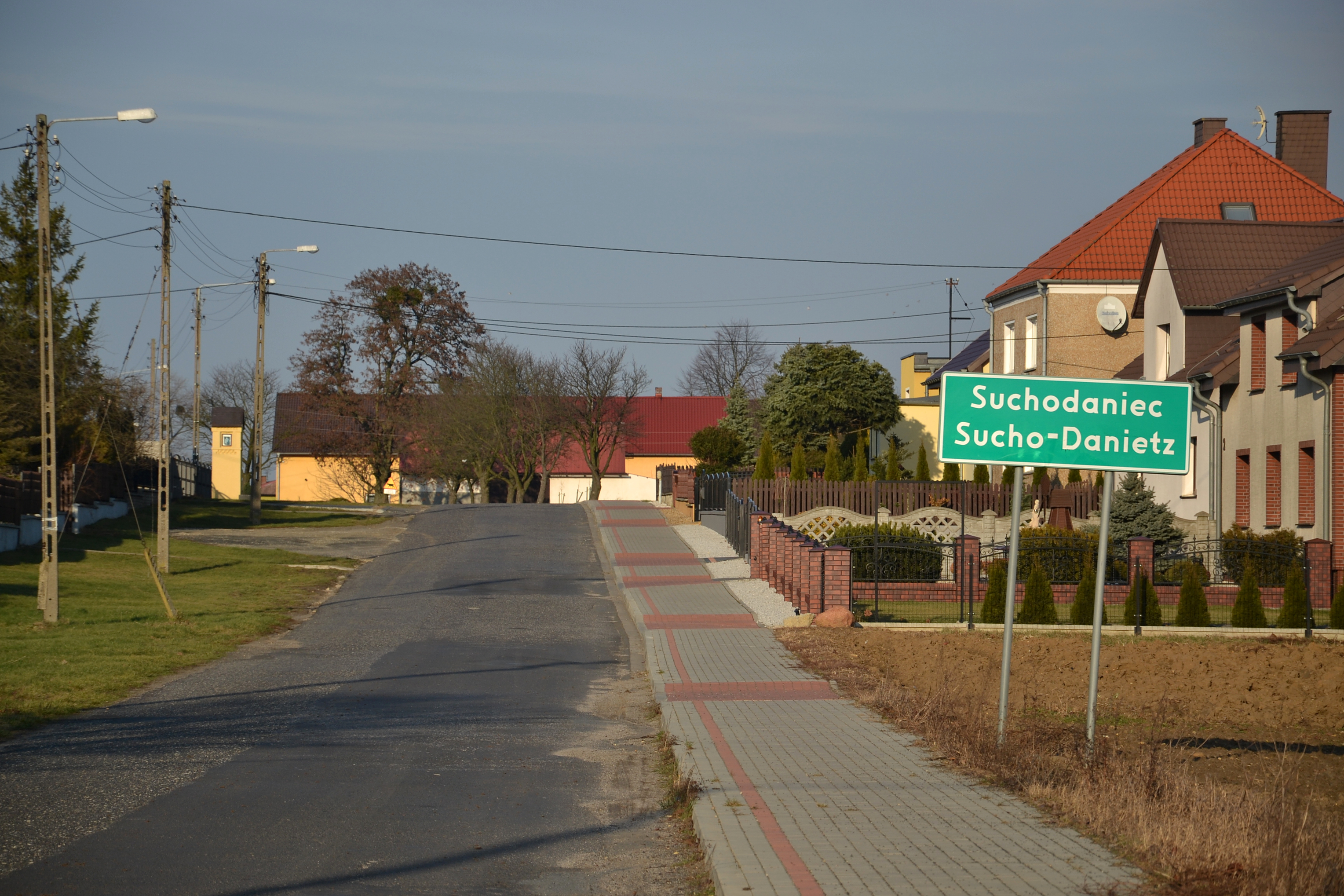
Ortsschild

Sucho-Danietz, polnisch Suchodaniec ist ein Ort in der Landgemeinde Stubendorf (Izbicko) im Powiat Strzelecki der Woiwodschaft Opole in Polen.

## Geschichte
1202 gehörte der Ort zum Schloss Steinau. 1243 bestätigte Herzog Mesko II. dem Orden der Ritter vom Heiligen Grabe den Besitz der Villa Coloni. 1302 wurde der Ort als „Sughiganetz“ urkundlich erwähnt.
Als 1806/07 französische Truppen die Festung Neisse belagerten und nach deren Fall nach Cosel vorrückten, wurden Soldaten im Ort einquartiert. 1813 nahm eine Schwadron Kosaken Quartier.
Bei der Volksabstimmung in Oberschlesien am 20. März 1921 stimmten 84 Wahlberechtigte für einen Verbleib bei Deutschland und 95 für Polen. Sucho-Danietz verblieb beim Deutschen Reich. Am 30. Januar 1934 wurde der Ort in Trockenfeld umbenannt. Bis 1945 befand sich der Ort im Landkreis Groß Strehlitz.
1945 kam der bisher deutsche Ort unter polnische Verwaltung, wurde in Suchodaniec umbenannt und der Woiwodschaft Schlesien angeschlossen. 1950 kam der Ort zur Woiwodschaft Oppeln. 1999 kam Sucho-Danietz zum wiedergegründeten Powiat Strzelecki.
Am 6. März 2006 wurde in der Gemeinde Stubendorf, zu der Sucho-Danietz gehört, Deutsch als zweite Amtssprache eingeführt. Am 20. Mai 2008 erhielt der Ort zusätzlich den amtlichen deutschen Ortsnamen Sucho-Danietz. Im Dezember 2008 wurden die zweisprachigen Ortsschilder aufgestellt.

## Persönlichkeiten
- Adolph Hermiersch (1827–1903), katholischer Priester, Mitglied des Preußischen Abgeordnetenhauses